# Tōnoshō (Chiba)
Tōnoshō (jap. 東庄町, -machi) ist eine Kleinstadt im Katori-gun in der Präfektur Chiba  in Japan.

## Geschichte
Am 1. August 1907 entstand das Machi Sasagawa (笹川町, -machi) aus dem Zusammenschluss der Mura Sasagawa (笹川村, -mura) und Tōjō (東城村, -mura). Am 4. Juli 1945 starb ein Einwohner beim Angriff einer P-51. Am 20. Juli 1955 schlossen sich das Machi Sasagawa und die Mura Jindai (神代村, -mura) und Tachibana (橘村, -mura) zum Machi Tōnoshō zusammen.

## Verkehr
- Straße:
  - Nationalstraße 356, nach Chōshi oder Abiko
- Zug:
  - JR Narita-Linie, von Sasagawa oder Shimousa-Tachibana nach Sakura oder Chōshi

## Söhne und Töchter der Stadt
- Motoo Hayashi (* 1947), Politiker

## Angrenzende Städte und Gemeinden
- Präfektur Chiba
  - Chōshi
  - Katori
  - Asahi
- Präfektur Ibaraki
  - Kamisu